# Averøy
Averøy è un comune norvegese. Si trova sulla costa centro-occidentale nella contea di Møre og Romsdal.

## Storia
Averøy è un'isola ricca di luoghi di interesse, come la cava di Bremsnes che contiene reperti della Cultura di Fosna. Langøysund, ora un remoto villaggio di pescatori, fu un tempo un vivace porto lungo la strada principale della costa e il luogo del Compromesso del 1040 fra il Re Magnus I e i contadini della costa. Vi è inoltre la stavkirke di Kvernes (costruita intorno al 1300 – 1350).

## Infrastrutture e trasporti
L'Atlanterhavsveien (Strada dell'Atlantico) collega l'isola e il comune di Averøy al comune di Eide, che si trova ad ovest sulla terraferma. La strada è anche un'attrazione turistica. Il ponte di Storseisundet attraversa il confine comunale. Nel 2005 ha ricevuto il premio “Edificio del Secolo” dall'Industria edile norvegese.
Dall'altra parte dell'isola vicino a Sveggen, Averøy è collegata a Kristiansund attraverso un tunnel sottomarino. Questa galleria, nota come l'Atlanterhavstunnelen (il Tunnel dell'Atlantico), è stata completata nel dicembre 2009, sostituendo il traghetto da Bremsnes per Averøy verso Kristiansund.
Nel comune è presente inoltre il faro di Hestskjær.